# Cantone di Salins-les-Bains
Il Cantone di Salins-les-Bains era una divisione amministrativa dell'arrondissement di Lons-le-Saunier.
A seguito della riforma approvata con decreto del 17 febbraio 2014, che ha avuto attuazione dopo le elezioni dipartimentali del 2015, è stato soppresso.

## Composizione
Comprendeva i comuni di:
- Abergement-lès-Thésy
- Aiglepierre
- Aresches
- Bracon
- Cernans
- La Chapelle-sur-Furieuse
- Chaux-Champagny
- Chilly-sur-Salins
- Clucy
- Dournon
- Geraise
- Ivory
- Ivrey
- Lemuy
- Marnoz
- Montmarlon
- Pont-d'Héry
- Pretin
- Saint-Thiébaud
- Saizenay
- Salins-les-Bains
- Thésy